# اکبرآباد (زواره)
اکبرآباد یک روستا در ایران است که در بخش زواره شهرستان اردستان واقع شده‌است.